# 草綠
草绿色，是一種顏色（英語：Lime green），是绿色顏色之一，是绿带黄的色彩。

三原色光模式RGB值為（153,230,77）、印刷四分色模式CMYK值為（33,0,67,10）、HSV色彩属性模式值為（90,67,90）。